# علي محمد ماهر
محمد علي ماهر (12 يناير 1967 - 21 مايو 2019 ) سياسي من باكستان. شغل منصب رئيس الوزراء الخامس والعشرين في إقليم السند من عام 2002 إلى عام 2004 ثم وزيرًا اتحاديًا لمكافحة المخدرات بين 2018 و 2019. وظل عضوًا في الجمعية الوطنية بين عامي 2008 و ومايو 2019 وعضوًا في مجلس إقليم السند من 2002 إلى 2007.

## النشأة والتحصيل العلمي
ولد ماهر في 12 يناير 1967. حصل على درجة البكالوريوس في الآداب.